# خانه‌های شرکت نفت (شماره ۲۷۷)
منازل شرکت نفت (شماره ۲۷۷) مربوط به دوره پهلوی است و در خوزستان، آبادان، بریم شمالی، شماره ۲۷۷ واقع شده و این اثر در تاریخ ۱۷ اسفند ۱۳۸۱ با شمارهٔ ثبت ۷۹۵۸ به‌عنوان یکی از آثار ملی ایران به ثبت رسیده است.